# دهستان کامبیا
دهستان کامبیا (به لاتین: Kambja Parish) یک دهستان در استونی است که در شهرستان تارتو واقع شده‌است.